# Canet Roussillon Football Club
Maillots
Actualités
Dernière mise à jour : 28 avril 2024.
Le Canet Roussillon Football Club est un club de football français basé à Canet-en-Roussillon et évoluant en National 3 depuis la saison 2023-2024.
En 2002, le Perpignan Football Catalan fusionne avec le club voisin du FC Canet.
Après une dizaine de saisons passées en Division d'Honneur, le club est relégué à la fin de la saison 2014 en Division d'Honneur Régionale avant de remonter dès la saison suivante en remportant le titre de champion de DHR. Mais lors de cette saison de transition, la mairie de Perpignan décide de se désengager du club laissant ainsi le club historique de la capitale catalane quitter la cité perpignanaise pour devenir le Canet Roussillon FC.
Le club évolue principalement au Stade Saint-Michel, ancien stade du FC Canet, pour ses matchs de National 3, qu'il a retrouvé après avoir été relegué lors de la saison 2022-2023.

## Histoire

### Genèse du football à Perpignan (1934-2002)
| \| Gardié Rauturier David Daniélou Dangbeto Monbrun (Diabaté) Camadini Escayol (Durand) Mazzuchetti Crucet Castro \| Équipe-type de la saison 1995-1996 |
| Gardié Rauturier David Daniélou Dangbeto Monbrun (Diabaté) Camadini Escayol (Durand) Mazzuchetti Crucet Castro                                          |

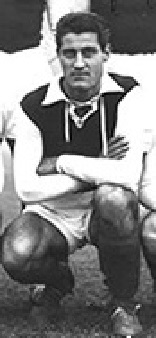
Pierre Sinibaldi (1954-1959)

Fondé en 1934 sous le nom de Club Olympique Perpignanais, le club atteint pour la première fois la Division 2 en 1952, mais va peiner à pérenniser son statut professionnel et effectue plusieurs retours au niveau amateur jusqu'aux années 1980.
En 1984, le club qui évolue alors en Division d'honneur, embauche l'entraîneur biterrois Jean-Pierre Carayon, ancien gardien de but professionnel avec l'AS Béziers, le GFCO Ajaccio et l'AS Monaco et ancien entraîneur du CS Thonon. Il reste au club jusqu'à son licenciement en mars 1997.
Le club accède en seconde division et obtient le statut professionnel en 1991, mais redescend dès la saison suivante. En 1994, il retrouve la Division 2 durant trois saisons, mais rencontre de graves problèmes financiers qui obligent la direction nationale du contrôle de gestion à le rétrograder en Division d'Honneur.
Lors de la saison 1995-1996, le PFC termine huitième de Division 2.
En 1996, l'ex-gardien numéro un du FC Nantes, David Marraud, et l'international toulousain de l'AS Saint-Étienne, Pascal Despeyroux, signent un contrat de 4 ans avec le club perpignanais.

### Genèse du football à Canet (1964-2002)

logo du Football Club Canet 66.

Le Football Club Canet 66, basé à Canet-en-Roussillon, est fondé en 1964 sous le nom d'Union Sportive Canet Football. Ce club canétois atteint pour la première fois la Division 4 en 1983 après avoir été sacré champion du Languedoc-Roussillon dès sa première apparition en Division d'Honneur. Après trois saisons à ce niveau et un rapide retour à l'élite régionale, le club catalan va atteindre la Division 3 en 1987 et parvient à s'y maintenir jusqu'en 1991. De retour en division d'honneur à partir de 1993, le club fusionne en 2002 avec le Perpignan Football Catalan pour donner naissance au Perpignan Canet FC.
Le club évoluait principalement au stade Saint-Michel, qui deviendra le nouveau stade du Perpignan Canet FC. Les entraineurs du Football Club Canet 66 ont été successivement Daniel Périault, de 1977 à 1991, puis en 1999-2000 et enfin Raphaël Girardot de 2001 à 2012.
| Compétitions nationales | Compétitions régionales                                                    |
| - Championnat de France D3 - Meilleur classement : 6e de groupe en 1989 - Championnat de France D4 - Vainqueur de groupe : 1987 | - Division d'honneur du Languedoc-Roussillon (2) - Champion : 1983 et 1986 |

### Le Perpignan Canet FC (2002-2014)
En 2002, les municipalités de Perpignan et de Canet-en-Roussillon ainsi que les dirigeants des clubs des deux villes souhaitent mettre en commun leurs moyens afin de créer un club régional d'envergure. Le FC Canet a été créé en 1964 sous le nom de l'Union Sportive Canet Football et est rapidement devenu l'un des meilleurs clubs des Pyrénées-Orientales, il parait donc logique aux dirigeants des deux clubs catalans de s'unir au sein d'un club qui portera le nom de Perpignan Canet Football Club.
Près de 10 ans après cette fusion, malgré les bons résultats chez les jeunes avec notamment des U17 Nationaux et des équipes en Ligue dans chaque catégorie, le club est toujours en DH, et n'a pas réussi à fédérer les clubs de la ville et du département autour de son projet, ces derniers ayant de meilleurs résultats que le PCFC depuis quelques années en championnat ou en coupes.
Le club se distingue cependant lors de l'édition 2011-2012 de la Coupe de France, en atteignant le 8e Tour. L'équipe est éliminée par l'EFC Fréjus Saint-Raphaël qui évolue en National, sur le score de 3 buts à 1.
Après de nombreuses saisons passé en Division d'Honneur, le club est relégué en Division d'Honneur Régionale lors de la saison 2013-2014 en terminant à la 13e place du classement.

### Le Canet Roussillon FC (depuis 2014)
| \| Ferry Ba Diarra MBimba Martin Posteraro Lybohy Vercruysse Ouadoudi Pioton Baï \| Composition de Canet en quart-de-finale. |
| Ferry Ba Diarra MBimba Martin Posteraro Lybohy Vercruysse Ouadoudi Pioton Baï                                                |

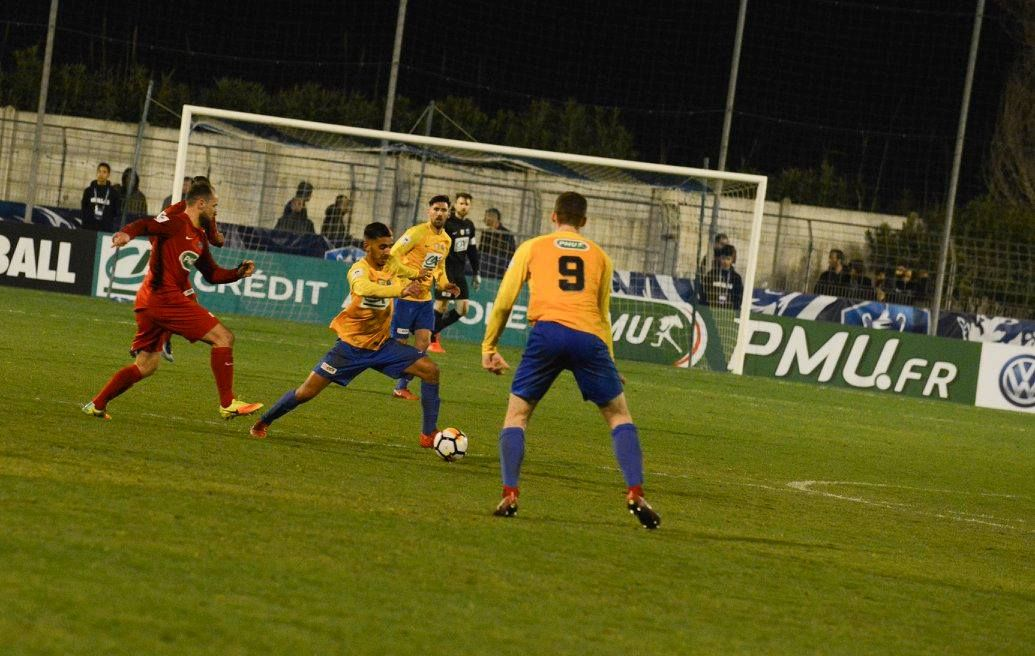
Joueurs du Canet Roussillon FC en 2018.

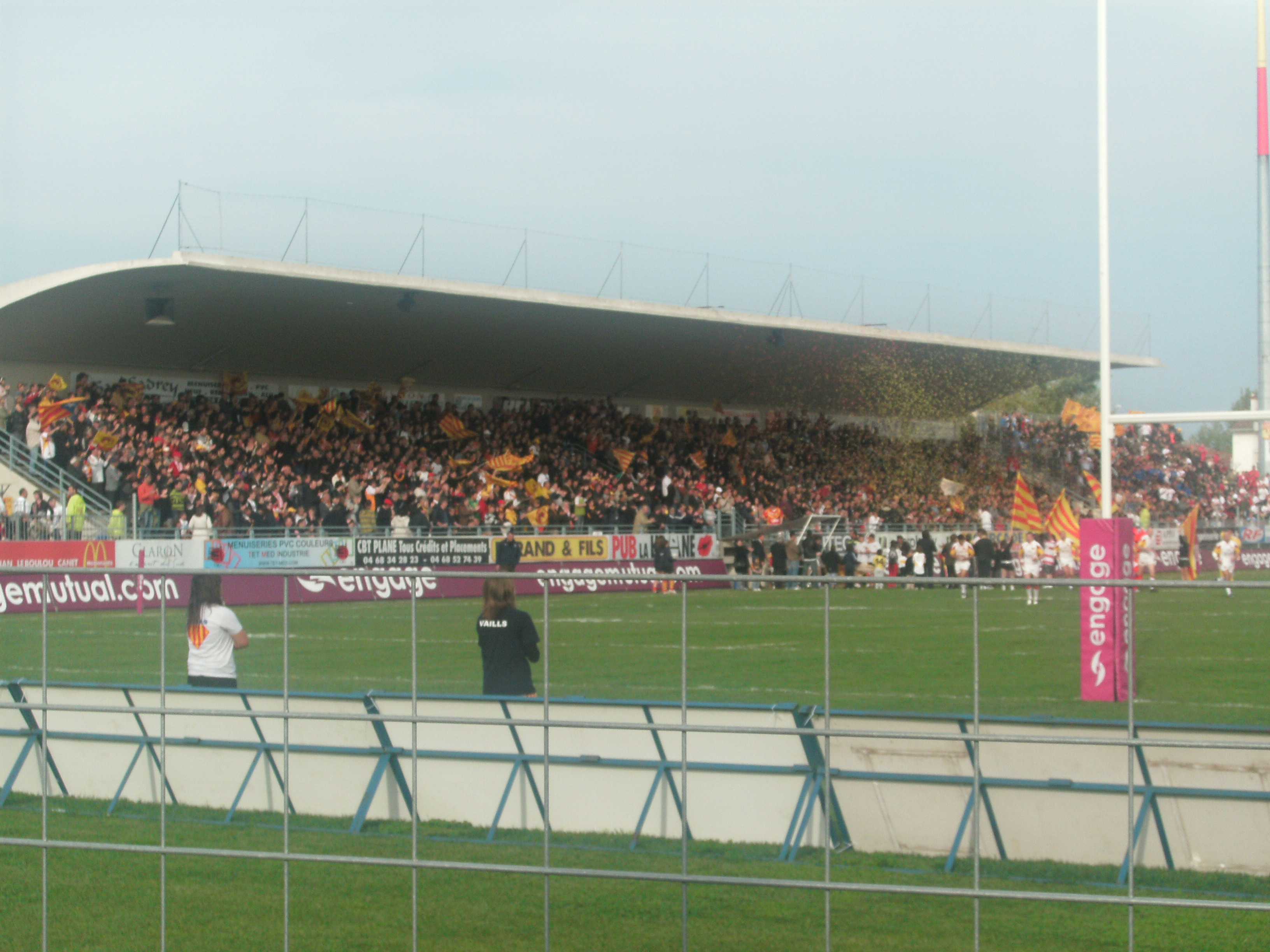
Le Stade Gilbert-Brutus de Perpignan où le Canet Roussillon FC affronte le Montpellier HSC en quart-de-finale de la coupe de France 2021.

Le 19 juin 2014, la mairie de Perpignan annonce qu'elle se retire du club, signant de fait la fin du Perpignan Canet FC. Celui-ci revient à Canet-en-Roussillon et doit changer de nom pour la saison suivante. Il est envisagé de recentrer l'effort sur les activités de formation.
Le club qui évolue alors en Division d'Honneur Régionale n'y passe qu'une saison en terminant premier du groupe C devant l'US Conquoise et remonte en Division d'Honneur immédiatement évitant ainsi l'enlisement dans les divisions inférieures régionales.
Durant la saison 2017-2018, le club catalan atteint pour la première fois les 16e de finale de la Coupe de France où il affronte le SM Caen, qui évolue en Ligue 1 dans un match perdu lors de la séance de tirs au but, quatre buts à deux.
Durant la saison 2018-2019, le club atteint les 32e de finale mais s’incline 1-0 contre l’AS Monaco.
Le club termine 4e de National 3.[réf. nécessaire]
Lors de la saison 2019-2020, le CRFC termine premier de sa poule en National 3 ce qui lui offre la montée en National 2.
Lors de la coupe de France 2021, l'équipe réalise un parcours historique en éliminant l'Olympique de Marseille sur un score de 2-1 en 16e de finale et l'Union sportive Boulogne Côte d'Opale sur un score de 1-0 en 8e de finale. Elle est finalement battue 2-1 en quart de finale de la Coupe de France par le Montpellier HSC, après avoir mené 1-0 à la mi-temps.
En juillet 2021 est annoncé un investissement dans le club de près d'1,5 million d'euros par un fonds d'investissement australien, Athlon CIF, basé à Sydney. L'ambition est de faire monter l'équipe en Ligue 2 d'ici trois à cinq ans.
Lors de la saison 2021-2022, l'équipe de Canet Roussillon FC a écopé de 10 points de retraits et d'une défaite sur tapis-vert 3-0, en raison de la découverte de faux tests positifs Covid-19 pour ne pas disputer la rencontre contre le Le Puy Foot.
Lors de la saison 2022-2023, elle est  relégué en National 3 dut à un Retrait de 3 points au classement sportif 2022/2023 et encadrement de la masse salariale à cause de la non validation de son budget durant les deux dernières saisons.
En 2023-2024, le club dispute sa 10ème saison depuis le retrait de la Mairie de Perpignan en 2014 (1 en Régional 2, 2 en Régional 1, 4 en National 3 et 3 en National 2).
Malgré un bon début de saison 2024 plaçant le club dans les 3 premiers, l’entraîneur du club Guillaume Boronad est remercié après une série de 5 défaites dont 3 en temps additionnel

## Identité du club

### Noms et blasons du club
Le nom du club de Perpignan a subi de très nombreux changements tout au long de son histoire. Initialement Club Olympique Perpignanais le club devient le Stade Olympique Perpignanais en 1949 avant de changer une nouvelle fois de nom en 1952 pour devenir le Perpignan Football Club. Dans la fin des années 1990, le club à de nombreux ennuis financiers, les divers changements de nom ont alors pour but d'effacer les dettes, en 1997 le club devient le Sporting Perpignan Roussillon puis le Perpignan Football Catalan en 2001.
L'année suivante le club perpignanais fusionne avec le Football Club Canet 66 et devient le Perpignan Canet Football Club, mais en 2014, la ville de Perpignan ne suit plus le club et le club change une nouvelle fois de nom pour devenir le Canet Roussillon Football Club.
|  |  | CO Perpignanais (1934-1949)               |                                        |                                        |                                        |                                        |                                        |  |  |                      |                      |                      |                      |                      |                      |  |  |  |  |  |  |  |  |  |  |
|  |  |                                           |                                        |                                        |                                        |                                        |                                        |  |  |                      |                      |                      |                      |                      |                      |  |  |  |  |  |  |  |  |  |  |
|  |  | SO Perpignanais (1949-1952)               |                                        |                                        |                                        |                                        |                                        |  |  |                      |                      |                      |                      |                      |                      |  |  |  |  |  |  |  |  |  |  |
|  |  |                                           |                                        |                                        |                                        |                                        |                                        |  |  |                      |                      |                      |                      |                      |                      |  |  |  |  |  |  |  |  |  |  |
|  |  | Perpignan FC (1952-1997)                  |                                        |                                        |                                        |                                        |                                        |  |  |                      |                      |                      |                      |                      |                      |  |  |  |  |  |  |  |  |  |  |
|  |  |                                           |                                        |                                        |                                        |                                        |                                        |  |  |                      |                      |                      |                      |                      |                      |  |  |  |  |  |  |  |  |  |  |
|  |  | Sporting Perpignan Roussillon (1997-2001) |                                        |                                        |                                        |                                        |                                        |  |  |                      |                      |                      |                      |                      |                      |  |  |  |  |  |  |  |  |  |  |
|  |  |                                           |                                        |                                        |                                        |                                        |                                        |  |  |                      |                      |                      |                      |                      |                      |  |  |  |  |  |  |  |  |  |  |
|  |  | Perpignan Football Catalan (2001-2002)    | Perpignan Football Catalan (2001-2002) | Perpignan Football Catalan (2001-2002) | Perpignan Football Catalan (2001-2002) | Perpignan Football Catalan (2001-2002) | Perpignan Football Catalan (2001-2002) |  |  | FC Canet (1964-2002) | FC Canet (1964-2002) | FC Canet (1964-2002) | FC Canet (1964-2002) | FC Canet (1964-2002) | FC Canet (1964-2002) |  |  |  |  |  |  |  |  |  |  |
|  |  | Perpignan Football Catalan (2001-2002)    | Perpignan Football Catalan (2001-2002) | Perpignan Football Catalan (2001-2002) | Perpignan Football Catalan (2001-2002) | Perpignan Football Catalan (2001-2002) | Perpignan Football Catalan (2001-2002) |  |  | FC Canet (1964-2002) | FC Canet (1964-2002) | FC Canet (1964-2002) | FC Canet (1964-2002) | FC Canet (1964-2002) | FC Canet (1964-2002) |  |  |  |  |  |  |  |  |  |  |
|  |  |                                           |                                        |                                        |                                        |                                        |                                        |  |  |                      |                      |                      |                      |                      |                      |  |  |  |  |  |  |  |  |  |  |
|  |  | Perpignan Canet FC (2002-2014)            |                                        |                                        |                                        |                                        |                                        |  |  |                      |                      |                      |                      |                      |                      |  |  |  |  |  |  |  |  |  |  |
|  |  |                                           |                                        |                                        |                                        |                                        |                                        |  |  |                      |                      |                      |                      |                      |                      |  |  |  |  |  |  |  |  |  |  |
|  |  | Canet Roussillon FC (2014-Aujourd'hui)    |                                        |                                        |                                        |                                        |                                        |  |  |                      |                      |                      |                      |                      |                      |  |  |  |  |  |  |  |  |  |  |

### Couleurs et maillots
Le bleu azur et le jaune sont les couleurs du club catalan depuis quelques années. Auparavant le club a arboré différents maillots dont les couleurs principales étaient le rouge et le jaune[réf. nécessaire].
| Perpignan Canet FC | Canet Roussillon FC |  |

## Palmarès et records

### Palmarès
Le palmarès du club compte principalement un titre de champion du Languedoc-Roussillon.
| Compétitions nationales | Compétitions régionales                                          |
| - Championnat de France de National 3 (D5) - Vainqueur de groupe : 2020 - Coupe de France - Meilleure performance : quart de finale en 2021 | - Division Honneur du Languedoc-Roussillon (1) - Champion : 2017 |

### Records
Lors de la saison 2020-2021, le club du Canet Roussillon FC atteint son plus haut niveau en coupe de France en battant l'US Boulogne en huitième de finale. Ils sont éliminés par le Montpellier HSC en quart de finale 1-2.

## Structures du club

### Stades
| \| Stade Saint-Michel \| Emplacement des différents · stades à Canet-en-Roussillon. |
| Stade Saint-Michel                                                                  |

Lors de la fusion entre le Perpignan Football Catalan et le FC Canet, les dirigeants choisissent de continuer à évoluer au Stade Saint-Michel, l'antre du club Canétois.

### Aspects juridiques et économiques

#### Éléments comptables
Après un contrôle financier de la FFF en novembre 2022 lors duquel il est constaté que le club a un déficit de 290 000 €, le Canet Roussillon FC est notamment sanctionné de trois points au classement et d'une interdiction de recruter.

## Joueurs et personnalités

### Joueurs
- Éric Delétang
- Pierre Sinibaldi
- Olivier Dall'Oglio
- Stéphane Crucet
- Christophe Baïocco
- Philippe Chanlot
- David Marraud
- Jean-Philippe Javary
- Pascal Camadini
- Stéphane d'Angelo
- Philippe Mazzuchetti
- Hippolyte Dangbeto
- Pascal Despeyroux
- Patrice Eyraud
- Gilles Leclerc
- Jean-Luc Escayol
- Julien Poueys
- Mathieu Puig
- Olivier Frapolli
- Hervé Alicarte
- Guillaume Boronad
- Jordi Delclos
- Pierre-Yves David
- Jean-François Soucasse
- Lionel Cristol
- Jean-François Scala
- Jean-Claude Durand
- Laurent Castro
- Pascal Monbrun
- Yann Daniélou
- Christophe Gardié
- Roman Jakóbczak
- César Rodriguez
- Lassina Diabaté

### Entraîneurs
| Nom                          | Période   |
| ---------------------------- | --------- |
| Raphaël Girardot             | 2002-2012 |
| Christian Mattiello          | 2011-2012 |
| Frédéric Rémola              | 2012-2013 |
| Mathieu Puig Victor Torrijos | 2014-2016 |
| Raphaël Girardot             | 2016-2018 |
| William Prunier Mathieu Puig | 2018-2020 |
| Farid Fouzari                | 2020-2023 |
| Guillaume Boronad            | 2023-2024 |
| Christian Mattiello          | 2024-0000 |

### Présidents
Perpignan FC
- Georges Sabaté
- Jean Lafont

Canet Roussillon
- Olivier De Sousa et  Olivier Auset
- Olivier De Sousa et  Thomas Taraval
- Mario Becerra

### Autres équipes
La réserve évolue en Régional 1 en 2023-2024, soit une division en dessous de l’équipe première.
L'équipe U17 est la seule du club avec l'équipe fanion à évoluer au niveau national en 2023-2024. Elle évolue dans le Championnat National U17 2023-2024
Les équipes U18, U16, U15 et U14 évoluent toutes en Régional 1 de leur catégorie.
L'équipe féminine évolue en Régional 1 Féminin (4ème division).